# Ernest C. Twisselmann
Ernest C. Twisselmann (1917-1972) fue un explorador, y botánico estadounidense.

## Algunas publicaciones
- 1971. A Botanical Scanning of the Kern Plateau. Con Ardis Manly Walker. Ed. Kern Plateau Assoc. 11 pp.
- 1967. A flora of Kern County, California. Wasmann J. of Biology. Ed. reimpresa de Univ. of San Francisco, 395 pp.
- 1956. Flora of the Temblor Range. Wasmann J. of Biology 14 ( 2): 140 pp.

## Eponimia
- Área Botánica Ernest C. Twisselmann,[1] en el Pico Sirretta, la meseta oriental Kern junto al desierto Domeland

Género
- (Brassicaceae) Twisselmannia Al-Shehbaz[2]

Especies
- (Polygonaceae) Eriogonum twisselmannii (J.T.Howell) Reveal in Munz[3]

## Literatura
- Nathaniel Philbrick. Dämonen der See. 2004